# جيليان دوكرتي
جيليان دوكرتي (بالإنجليزية: Gillian Docherty)‏ هي عالمة كمبيوتر بريطانية والرئيسة التنفيذية لمختبر البيانات وساعدت الصناعة الاسكتلندية في استخدام بياناتها التي جمعتها حول الحواسيب.

## التعليم
حصلت دوكرتي على شهادتها في علوم الحاسوب من جامعة غلاسكو.

## المسيرة المهنية
انضمت دوكرتي لآي بي إم في عام 1993، ثم أمضت 22 عاما معهم حيث عملت في المبيعات التقنية، الخدمات المالية، الأجهزة والبرمجيات. شغلت في وقت لاحق منصب المديرة التنفيذية وقادت الفريق المسؤول عن قيادة برامج آي بي إم وعن التطبيقات التي يستعملها العملاء.
أصبحت دوكرتي الرئيسة التنفيذية لمختبر البيانات في يونيو 2015، وفي ذلك المختبر أنشئت وكتبت العديد من البحوث ومنذ ذلك الحين أكملت أكثر من 55 مشروع متعلق ببيانات علمية في اسكتلندا كما كسب الاقتصاد الإسكتلندي بسببها أكثر من 66 مليون باوند. في آذار/مارس 2017 وُصفت دوكرتي بأنها واحدة من أكثر النساء الاسكتلنديات نفوذا في مجال التكنولوجيا. في عام 2015 أطلقت برنامج إم سي إس لاب للبيانات، وصرحت حينها على اعتقادها أن اسكتلندا سوف تصبح دولة رائدة في العالم في مجال جمع البيانات العلمية. في عام 2016؛ ضاعفت عملها في مختبر البيانات برعاية شركة ماستر وذلك بهدف خلق مساحات لتلبية الطلب المتزايد على البيانات الكبيرة والضخمة، وهذا ما دفعها لإنشاء مراكز بيانات في كل من أبردين، أدنبرة وغلاسكو، وقد تلقت 11.3 مليون جنيه استرليني 11.3 من المجلس الإسكتلندي لتمويل مشاريعها.
في يونيو 2017 شاركت في مؤتمر تيد حيث قدمت مداخلتها تحت عنوان 2037 - من يقود من ؟ ومن التالي ؟. ثم فازت في عام 2017 بجائزة أفضل رئيس تنفيذي في السنة بفضل إسهاماتها في التكنولوجيا الرقمية. في عام 2017 أُدرجت في قائمة أعلى 10 نساء تأثيرا على البيانات في المملكة المتحدة.